# Anomacaulis
Anomacaulis là một chi rêu trong họ Jungermanniaceae.